# 김윤곤
김윤곤(, 1949년 ~ )은 대한민국의 전 관리공단인이자, 전 행정공무원이다.

## 학력
- 부산고등학교 졸업
- 고려대학교 학사 졸업

## 경력
- ~ 1997.07 부산광역시 예산담당관
- 1997.07 ~ 1998.09 부산광역시 재무관리관
- 1998.09 ~ 2001.08 부산광역시 동구 부구청장
- 2001.08 ~ 2002.04 부산광역시 감사관
- 2002.04 ~ 2003.07 부산광역시 해운대구 부구청장
- 2002.04 ~ 2002.06 부산광역시 해운대구청장 권한대행
- 2003.07 ~ 2004.07 부산광역시 교통국장
- 2004.07 ~ 2006.02 부산광역시 환경국장
- 2006.02 ~ 2009.02 제3대 부산환경시설공단 이사장